# Хофштеттен (Цюрих)
Хофштеттен (нем. Hofstetten; до 2003 года Хофштеттен-бай-Эльг, нем. Hofstetten bei Elgg) — бывшая коммуна в Швейцарии, в кантоне Цюрих. 1 января 2018 года вошла в состав коммуны Эльг.
Входила в состав округа Винтертур. Население составляет 435 человек (на 31 декабря 2007 года). Официальный код — 0222.